# Dante Di Nanni
Dante Di Nanni (Torino, 27 marzo 1925 – Torino, 18 maggio 1944) è stato un partigiano italiano, insignito della Medaglia d'oro al valor militare.
Appartenuto ai Gruppi di Azione Patriottica (GAP), ricercato dai nazifascisti per aver partecipato a una missione di sabotaggio con esplosivi, quando i nemici vennero ad arrestarlo si barricò nell'abitazione che fungeva da base gappista e si difese tenacemente resistendo per più di un'ora e mezza all'assedio, condotto con forze soverchianti. Nel 2012 i particolari della missione gappista e le modalità della morte, fino ad allora noti soprattutto nella versione datane da Giovanni Pesce, sono stati oggetto di una profonda revisione storiografica che ha offerto una nuova ricostruzione dei fatti, fondata criticamente, la quale contraddice in più punti cruciali il racconto di Pesce.

## Biografia
Nacque in una famiglia di immigrati provenienti da Andria, in Puglia. Dal 1937 frequentò per qualche anno le scuole serali acquisendo la qualifica di aggiustatore meccanico. Fra il 1939 e il luglio 1942 lavorò in varie fabbriche torinesi: alla Savigliano negli anni 1940-41 e poi alla Microtecnica.
Il 7 settembre 1942 si arruolò volontario come allievo motorista nella Regia Aeronautica; studiò alla scuola "Leonardo da Vinci" di Varese fino al completamento del corso, dopodiché, il 27 agosto 1943, fu assegnato al I Nucleo di Addestramento Caccia di Udine, rimanendo in servizio fino a tutto l'8 settembre 1943.
Dopo l'8 settembre lasciò la caserma per non essere catturato dai nazisti; dopo un breve ritorno a Torino si aggregò ad una delle prime bande partigiane nelle montagne del cuneese, rimanendovi per circa tre mesi. Nella prima metà di dicembre tornò a Torino, dove, tramite l'amico Francesco Valentino (che in quel periodo si addestrava all'uso degli esplosivi sotto la guida di Ilio Barontini), venne in contatto con i costituendi GAP del comandante partigiano Giovanni Pesce. Nel gennaio 1944 anche Di Nanni si arruolò nei GAP. Rimase ferito ad una gamba durante un'azione partigiana il 15 febbraio 1944. A questo punto, in seguito all'emanazione del bando Graziani, avrebbe dovuto presentarsi in caserma, cosa che egli effettivamente fece. Forse Di Nanni spacciò per conseguenza di un incidente la propria ferita all'arto inferiore: comunque venne ricoverato dapprima all'ospedale militare di Torino, poi a quello di Asti dove rimase fino al 20 marzo. In tale data venne collocato in congedo temporaneo per convalescenza. Già alla fine di marzo riprese l'attività clandestina con i GAP, nei quali, il 26 marzo, fu promosso commissario di battaglione.
Il 14 maggio Di Nanni e Valentino (commettendo una grave imprudenza, contraria alle norme di sicurezza cospirativa che avrebbero dovuto regolare l'attività dei GAP) attuarono un attentato esplosivo contro la famiglia Benetti, che abitava nello stesso caseggiato di via Cimarosa ove risiedevano i due gappisti. I componenti della famiglia Benetti erano attivisti del Partito Fascista Repubblicano, ma erano anche nemici personali di Valentino e di altre famiglie del condominio per controversie di vicinato. Il capofamiglia dei Benetti, rimasto ferito nell'attentato, indicò alla polizia come possibili autori (oltre a Di Nanni e Valentino) due loro amici, Aldo De Carli e Guido Avvantaggiato. Questi ultimi due vennero arrestati e interrogati; l'interrogatorio di Avvantaggiato finì per avvalorare i sospetti su Di Nanni.

### Missione contro la stazione radio dell'EIAR e morte
Nella notte fra il 16 e il 17 maggio 1944 un gruppo di gappisti, composto da Di Nanni, Bravin e Valentino, effettuò un attacco ad una stazione radio EIAR che sorgeva nei pressi della Stura, in un'area coltivata posta alla periferia di Torino, oltre piazza Rebaudengo (si poteva giungere alla stazione radio tramite una strada sterrata, che si diparte dal corso Giulio Cesare poco prima del ponte "Ferdinando di Savoia"). Questa stazione, che operava per conto del Ministero delle comunicazioni della RSI, aveva la funzione di disturbare le trasmissioni radio alleate, impedendone la ricezione. Per i GAP si trattava di una missione importante ma difficile, data la fitta sorveglianza tedesca e fascista che proteggeva l'obiettivo.
Le modalità dell'azione erano state discusse dalla cellula gappista il 15 maggio, in una riunione alla quale parteciparono il commissario politico Romano Bessone, Bravin, Di Nanni, Pesce, Angelo Spada e Valentino. Oggetto di discussione fu in particolare il modo di rendere inoffensivo il corpo di guardia, composto da nove militi della GNR; la soluzione proposta da Bessone era di pugnalarli tutti, ma questa proposta incontrò una notevole riluttanza fra i gappisti, cosicché si decise di legare le guardie. Dopo di che i gappisti avrebbero dovuto innescare le cariche esplosive, attraversare a guado la Stura, seguirne la riva sinistra a piedi fino ad arrivare a San Mauro Torinese, indi rientrare a Torino in tram, confusi tra la folla dei pendolari. Si decise che Spada non avrebbe preso parte all'azione e che il caposquadra sarebbe stato Di Nanni, il quale, conclusa l'operazione, avrebbe dovuto riferirne a Pesce; quest'ultimo avrebbe poi incontrato Bessone alle 8.30 per comunicargli l'esito della missione.
Verso le nove di sera del 16 maggio Bravin, Di Nanni e Valentino si avviarono a piedi verso l'obiettivo, portando con sé gli esplosivi preparati da Spada e dallo stesso Valentino.

#### Il resoconto di Giovanni Pesce
Secondo il resoconto di Giovanni Pesce, nella sua ultima versione contenuta in Senza tregua, il commando gappista (di cui, oltre a Bravin, Di Nanni e Valentino, avrebbe fatto parte lo stesso Pesce), prima di far saltare la stazione radio, avrebbe disarmato i nove militi che la presidiavano; ma, mentre Bravin li conduceva fuori, tre di essi sarebbero scappati dando l'allarme. La missione sarebbe comunque andata a buon fine, in quanto le cariche esplosive piazzate dai gappisti avrebbero distrutto la stazione radio mentre questi ultimi, impegnati in uno scontro a fuoco con la pattuglia nazifascista, cercavano di sganciarsi. Valentino e Bravin sarebbero rimasti sul terreno, entrambi feriti e poi catturati, o forse Bravin ferito e Valentino morto. Lo stesso Pesce, leggermente ferito al polpaccio, sarebbe riuscito a trarre in salvo Di Nanni, anch'egli ferito (sempre secondo Pesce) da sette colpi alle gambe e all'addome, portandolo nella base di via San Bernardino 14 a Torino. Qui Di Nanni sarebbe stato visitato da un medico antifascista che ne avrebbe consigliato l'immediato ricovero in ospedale. Pesce si sarebbe allontanato per organizzare il trasporto, ma, prima che egli potesse tornare, sarebbero giunti i nazifascisti.
A questo punto Di Nanni si sarebbe asserragliato nell'appartamento ed avrebbe ingaggiato uno scontro a fuoco, lungo più di due ore, con le truppe nazifasciste, supportate da un'autoblindo e da un carro armato. Dopo essere riuscito ad eliminare numerosi soldati nemici, Di Nanni sarebbe riuscito anche a mettere fuori uso i due veicoli corazzati lanciando cariche di tritolo e bombe a mano dal suo balcone. Una volta terminate le munizioni – sempre nel racconto di Giovanni Pesce – Di Nanni, pur di non consegnarsi vivo, si sarebbe trascinato verso la ringhiera del balcone e, dopo aver salutato la folla col pugno chiuso, si sarebbe gettato nel vuoto.
La narrazione di Giovanni Pesce si chiude con una citazione tratta da un opuscolo edito clandestinamente a Torino nel 1944:

#### La revisione di Nicola Adduci
La ricostruzione della missione gappista e della morte di Di Nanni proposta dallo storico Nicola Adduci sulla rivista Studi storici dell'Istituto Gramsci differisce in modo assai marcato dalla versione narrata da Giovanni Pesce.
In base a tale ricostruzione, viene in primo luogo ad essere ridimensionato il ruolo di Pesce nella missione contro la stazione radio dell'EIAR. Già dal gennaio 1944, infatti, Giordano Pratolongo (all'epoca capo della delegazione piemontese delle Brigate Garibaldi) aveva vietato a Pesce di partecipare in prima persona alle azioni gappiste, a causa della stessa importanza del ruolo di Pesce, considerato elemento non sostituibile. In più di un caso Pesce aveva disatteso tale divieto (ad esempio nel clamoroso attentato contro Ather Capelli del 31 marzo 1944), ma questa volta egli non partecipò alla missione, nella quale ebbe un ruolo limitato alla sola pianificazione e al controllo post factum.
Adduci ipotizza che Pesce possa forse essere rimasto di guardia, con funzione di copertura, all'inizio della strada sterrata che, dipartendosi da corso Giulio Cesare, conduceva alla cabina dell'EIAR: comunque quando la missione partigiana fu scoperta dai nazifascisti, Pesce non poté intervenire in quanto la zona cominciò ad essere illuminata dai riflettori manovrati dalla pattuglia tedesca di guardia al ponte.
La sera del 16 maggio, giunti in prossimità della stazione radio, i gappisti si appostarono in attesa dell'alba, fino al momento in cui, verso le quattro e trenta del 17, attaccarono le sentinelle e irruppero nella stazione, sorprendendo nel sonno le altre guardie repubblichine. I partigiani però, anziché legare i militi (secondo il piano concordato la sera prima), si limitarono a metterli sotto la sorveglianza armata di Bravin e a farli allontanare con lui dalla stazione radio. La scelta si rivelò esiziale per i partigiani, in quanto uno dei militi della RSI (approfittando del fatto che Bravin non poteva sparare, in quanto il rumore del colpo avrebbe richiamato l'attenzione) scappò e mise in allerta i militari del vicino posto di blocco repubblichino. Scoperti, i tre gappisti fuggirono verso sud-est, in direzione della città. Ma lungo il tragitto passarono vicino a una cascina abitata, a circa duecentocinquanta metri dalla centrale EIAR; i cani da guardia della cascina abbaiarono, permettendo così ai militari della GNR di intercettare il gruppo gappista.
Intorno alle cinque vi fu un conflitto a fuoco tra i gappisti e un posto di blocco repubblichino. Mentre i partigiani, soverchiati dai nemici e inseguiti, ripiegavano disordinatamente verso la Stura, l'arma da fuoco di Valentino, per errore, ferì a un piede Bravin. Valentino e lo stesso Bravin furono inoltre feriti dalle pallottole dei repubblichini e catturati da questi ultimi. Di Nanni, che correva più avanti, udendo gli spari e le urla credette che i suoi compagni fossero morti. Egli rimase comunque incolume e riuscì a fuggire, forse dirigendosi verso San Mauro Torinese.
Intorno alle sei e quaranta, mentre Di Nanni riusciva a far perdere le proprie tracce, una delle cariche esplosive lasciate dai gappisti nella centrale EIAR esplodeva improvvisamente, causando la morte di un vicebrigadiere della GNR e di un graduato dell'esercito tedesco, oltre che la distruzione della stazione radio.
Dopo una lunga fuga, Di Nanni, ormai allo stremo, verso le nove del mattino dello stesso 17 maggio riuscì a tornare a Torino, nel rifugio di via San Bernardino n. 14, dove era già presente Giovanni Pesce al quale riferì ciò che sapeva circa l'esito della missione. Più tardi anche Bessone arrivò nel rifugio. Di Nanni non sapeva che la stazione radio fosse andata distrutta e riteneva erroneamente che Bravin e Valentino fossero morti entrambi nello scontro con i nazifascisti. Tali informazioni erronee indussero Pesce e Bessone a commettere a loro volta un grave errore, vale a dire a non procedere all'abbandono e allo sgombero dell'appartamento; infrangendo, con tale mancato sgombero, una fondamentale regola cospirativa.
Nella serata del 17, prima dell'inizio del coprifuoco, Pesce e Bessone uscirono dall'alloggio, lasciandovi il solo Di Nanni, il quale ignorava che nelle stesse ore Bravin e Valentino, dimessi dall'ospedale, venivano torturati nella caserma di via Asti; torture alle quali i gappisti cercavano di resistere il più possibile, proprio al fine di dare ai compagni in libertà il tempo di sgomberare la base di via San Bernardino dal materiale compromettente e rifugiarsi altrove. La mattina del 18 maggio Bravin e Valentino dovettero ritenere che il tempo durante il quale avevano resistito alle torture (più di ventiquattr'ore) fosse stato ormai sufficiente: uno dei due, forse Valentino, sempre sotto tortura finì allora per rivelare l'indirizzo del rifugio gappista.
Subito partì una squadra di cinque agenti della GNR per arrestare Di Nanni, come si evince dalla relativa segnalazione di polizia:
Al primo scontro con gli uomini giunti ad arrestarlo, Di Nanni ne mise fuori combattimento due, rimasti feriti e privi di conoscenza fra il pianerottolo e l'ingresso dell'appartamento; altri due (di cui uno ferito da schegge di bomba a mano) rimasero sulle scale, tenendo sotto tiro la porta dell'alloggio e impedendo così a Di Nanni di fuggire. Probabilmente il quinto uomo della pattuglia GNR rimase in strada per tenere sotto tiro il balcone dell'appartamento, che era posto al secondo piano.
Di Nanni portò di peso i due repubblichini feriti e privi di sensi attraverso l'appartamento, deponendoli sul balcone prospiciente la strada e sbarrando le imposte; un sottufficiale dei vigili urbani che passava dalla via li vide e chiese, per soccorrerli, l'intervento dei pompieri, i quali giunsero poco dopo le undici e prelevarono i due militi portandoli a terra mediante una scala. Nel frattempo la polizia tedesca e il reparto Ordine Pubblico giunsero in forze, piazzando dei tiratori scelti sui tetti delle case all'intorno e isolando la via con dei cavalli di frisia. I rinforzi erano dotati anche di un mortaio e di un'autoblindo la quale sparò contro il balcone dell'alloggio in cui era barricato Di Nanni.
Per circa un'ora e mezza Di Nanni continuò a resistere accanitamente, sia sparando colpi di pistola, sia mediante bombe a mano che il giovane gappista faceva scivolare sul balcone. Poco dopo le dodici e trenta i nazifascisti si accorsero che Di Nanni aveva cessato di rispondere al fuoco; si avvicinarono allora, con cautela estrema, all'ingresso dell'appartamento e irruppero nello stesso, rimanendo molto sorpresi nel non trovare traccia del partigiano ricercato, né nell'alloggio, né estendendo in seguito la ricerca al resto del fabbricato. Secondo una testimonianza di Giovanni Minetto (uno dei pompieri che avevano recuperato i repubblichini feriti sul balcone), resa ad Adduci nel 1991, i nazifascisti si apprestarono allora a dar fuoco all'intero edificio per stanare Di Nanni, nella convinzione che fosse ancora lì nascosto da qualche parte. A questo punto un rumore, proveniente dal condotto per lo scarico dei rifiuti nella pattumiera condominiale, attrasse l'attenzione dei militi: Di Nanni era nascosto lì da circa quarantacinque minuti, e si reggeva in equilibrio premendo con braccia e gambe le pareti del condotto.
Per estrarre il cadavere dal condotto, dove era rimasto incastrato, fu necessario un nuovo intervento dei pompieri, che solo verso le due e un quarto del pomeriggio, dopo aver praticato un'apertura nel muro, riuscirono a recuperare la salma. Il verbale della GNR dello stesso 18 maggio riporta la seguente dicitura: «Ore 14.15 sconosciuto, non ancora identificato, veniva ucciso con un colpo di moschetto sparatogli alla testa»; in realtà l'orario indicato non è quello della morte, bensì quello del recupero del corpo.
Il referto dell'autopsia evidenzia una sola ferita da arma da fuoco, mortale, con foro di entrata «al parietale sinistro in prossimità della sutura interparietale» e foro di uscita «in corrispondenza della regione mastoidea di sinistra a 3 cm circa sotto il lobulo dell'orecchio». Il medico legale scrive che il giovane è stato «ucciso dai militi della Gnr dopo aver resistito per alcune ore trincerato in una camera di via San Bernardino 14».
Nella relazione del questore, inviata via fonogramma al capo della provincia in data 19 maggio 1944, sia la dinamica dei fatti sia i dettagli dell'uccisione di Di Nanni appaiono imprecisi e generici, essendovi scritto fra l'altro: «Intervenivano poi reparti Gnr et servizio sicurezza germanico et alle ore 13.50 avevano ragione del terrorista che rimaneva ucciso». Secondo Nicola Adduci, tali reticenze non furono dovute tanto a scrupoli morali, quanto al rischio, per i militi della GNR, di incorrere in provvedimenti disciplinari per non aver catturato vivo un partigiano che, interrogato, avrebbe potuto fornire informazioni utili per debellare i GAP. Adduci ipotizza inoltre che l'uccisione a sangue freddo di Di Nanni possa essere «il segnale di un atteggiamento radicale – presente in alcuni settori della Gnr – dietro cui si cela un dissenso di carattere strategico nella gestione della lotta armata».

## Storiografia
Ricostruendo la genesi della versione dei fatti che in seguito, grazie alla narrazione di Giovanni Pesce, si imporrà anche in storiografia, Adduci ipotizza che essa possa essere nata durante una riunione ristretta (che si sarebbe svolta pochi giorni dopo la morte di Di Nanni), cui parteciparono lo stesso Pesce, Bessone e la staffetta Irene Castagneris. In tale riunione i tre gappisti concordarono una versione dei fatti da fornire al Comando delle Brigate Garibaldi, onde evitare probabili conseguenze sanzionatorie per gli errori evidentemente commessi, fra i quali quello capitale di non aver ordinato lo sgombero della base di via San Bernardino; errori che avrebbero potuto portare alla revoca dell'autonomia operativa fino ad allora accordata ai GAP torinesi. Secondo Adduci, la «ricostruzione della vicenda da fornire al Comando appar[ve] probabilmente come l'unico modo possibile per soddisfare una mentalità cospirativa eccessivamente codificata, soffocante e retorica al punto da non contemplare la possibilità dell'errore grave, anche da parte di un comunista».
Per giustificare il mancato sgombero della base, si decise così di affermare che Di Nanni era rimasto gravemente ferito ed era difficilmente trasportabile; si attribuì a Di Nanni una morte eroica preceduta da una strage di nemici, in modo da compensare con un successo propagandistico l'insuccesso dell'operazione; infine Pesce si attribuì la responsabilità di aver guidato in prima persona l'attacco contro la stazione radio, in modo da coprire con il proprio prestigio personale le leggerezze commesse da Bravin, Di Nanni e Valentino durante la missione.
L'eroicizzazione della figura di Di Nanni di fronte all'opinione pubblica iniziò già poco dopo la sua morte, in alcuni opuscoli e articoli di giornali clandestini diffusi fra il maggio e il giugno 1944. Queste prime pubblicazioni intercettano forse un senso di solidarietà già diffuso in certi strati della popolazione; Adduci cita al riguardo una denuncia, presentata il 19 maggio alle autorità repubblichine di pubblica sicurezza, da un fascista che riferiva di aver sentito dire, sul tram, le seguenti parole:
Quasi tutta la storiografia su Dante Di Nanni si basa comunque sugli scritti di Giovanni Pesce. Pesce narrò la vicenda in almeno tre scritti successivi: il Rapporto sull'azione partigiana del 17 maggio a Torino, datato 20 maggio 1944, presentato da Pesce ai dirigenti delle Brigate Garibaldi; il libro Soldati senza uniforme: diario di un gappista, del 1950; infine il sopra citato Senza tregua, edito nel 1967. Ad essi occorre molto probabilmente aggiungere il sopra citato opuscolo clandestino anonimo Alla gloria dell'eroe nazionale Dante Di Nanni, garibaldino ventenne, caduto combattendo a Torino, datato 4 giugno 1944 e scritto presumibilmente dallo stesso Pesce. Tali scritti presentano fra loro alcune significative discordanze nella ricostruzione dei fatti.
Nel Rapporto del 20 maggio l'attacco alla stazione EIAR ha luogo verso le due del mattino; il successivo scontro a fuoco fra la pattuglia gappista e i nemici dura circa un'ora, con numerose perdite per i nazifascisti; nello scontro Bravin, colpito a morte, muore pronunciando le parole «Viva il Partito Comunista»; Valentino rimane sul terreno; Di Nanni (anch'egli ferito) e Pesce riescono a scappare. Successivamente i nemici individuano la base di via San Bernardino 14 grazie ad un biglietto trovato sul corpo di Valentino. Alla fine dell'assedio, Di Nanni, avendo esaurito le munizioni, si butta dal balcone per non essere catturato vivo.
Nell'opuscolo celebrativo del 4 giugno Di Nanni, dopo lo scontro notturno con i nazifascisti, risulta avere «5 ferite alle gambe, una al basso ventre e una di striscio al cuoio capelluto»; viene visitato da un medico che «constatata la gravità della ferita, s'impegna a farlo ricoverare in una clinica il giorno seguente». Di Nanni muore salutando col pugno chiuso e buttandosi «dal balcone retrostante nel cortile».
In Soldati senza uniforme Pesce situa ancora l'orario dell'attacco alle due del mattino (scelta che, secondo Adduci, serve a dilatare i tempi di fuga, allo scopo di eroicizzare i GAP immaginando uno scontro a fuoco della durata di un'ora); Di Nanni viene ancora dato per ferito alle gambe; Bravin e Valentino rimangono sul terreno, ma stavolta viene espresso il dubbio che siano caduti vivi in mano ai nemici. Di Nanni muore gettandosi dal balcone prospiciente la via e gridando «Viva l'Italia!». Adduci osserva che in Senza tregua, pubblicato «nel clima politico assai diverso della fine degli anni Sessanta, il particolare del grido patriottico scompare».
La versione di Pesce non fu tuttavia l'unica corrente nel dopoguerra. Il quotidiano liberale "l'Opinione" del 3 luglio 1945, in occasione della consegna della medaglia d'oro alla memoria al padre di Di Nanni, pubblicò la seguente ricostruzione dei fatti:
Natale Di Nanni, padre di Dante, testimoniò nel novembre 1945 al processo contro uno dei militi coinvolti nell'azione, fornendo una versione che Adduci considera indicativa di una «difficile e contraddittoria convivenza di mito e realtà». In tale testimonianza, Natale Di Nanni dichiarò che Dante, esaurite «le munizioni e non volendo cadere vivo nelle mani dei nazifascisti si precipitò nel canale delle immondizie che dal 1º piano porta al pianterreno. Ivi rimasto a metà per la angustia del canale si sparò un colpo alla tempia».
Nel 1977, all'interno del libro di Bianca Guidetti Serra Compagne, apparve un'intervista a Irene Castagneris, in cui quest'ultima confermava sostanzialmente la versione di Pesce, aggiungendo l'identità del medico che avrebbe visitato Di Nanni il 17 maggio (il dottor Emilio Peretti-Griva, che nel 1977 non era più in vita), e attribuendo ad una persona non identificata, facente parte della folla presente sul luogo della morte, l'asserzione secondo cui Di Nanni sarebbe stato individuato dai nazifascisti a seguito di una delazione da parte della fidanzata del giovane gappista; particolare che Adduci definisce «assolutamente inventato» e contenente «tratti di misoginia».
Per lo storico Santo Peli, quella contro la stazione radio fu «un'azione mal condotta, ed evidentemente superiore alle [..] forze» dei gappisti torinesi, azione che finì per determinare il loro «definitivo scompaginamento». Sempre secondo Peli, a trasformare «l'insuccesso in un potente mito, capace di coagulare emozioni durature e consenso immediato, è il racconto, epico e avvincente, che da subito ne elabora Giovanni Pesce». Tale processo di eroicizzazione – benché avesse, a tutta prima, una propria giustificazione nella sua efficacia propagandistica intesa come «strument[o] di guerra» – fu realizzato al prezzo di una consistente «alterazione della verità fattuale»; inoltre, anche dopo decenni, partiti e istituzioni, per i quali tale narrazione mitica era diventata parte del proprio patrimonio identitario, continuarono a riproporla in modo pedissequo, perpetuandone «le reticenze, gli abbellimenti e le rimozioni» e ostacolando così la ricerca della verità storica.
In un suo libro a carattere divulgativo pubblicato nel 2015, il giornalista Aldo Cazzullo accenna alla vicenda basandosi sulla versione tradizionale; per citare un esempio di «morte eroica» di un gappista, egli scrive infatti che Di Nanni «a 19 anni fronteggia da solo, ferito, un reparto fascista; quando si vede perduto si getta nel vuoto dopo aver salutato a pugno chiuso e gridato "Viva l'Italia"».

## La costruzione del mito
Santo Peli rileva come «la trasformazione del valoroso e sfortunato Di Nanni in un eroe nazionale», avviata dal Pci immediatamente dopo la conclusione della vicenda, abbia avuto fin dall'inizio grande efficacia propagandistica; il 4 giugno 1944, avendo la GNR vietato alla famiglia Di Nanni di far celebrare una messa in memoriam, ebbe luogo una manifestazione organizzata dal Fronte della gioventù; la casa di via San Bernardino divenne «luogo di rischioso pellegrinaggio». Adduci rileva come la propaganda comunista dei primi anni del dopoguerra, sconfinando nell'agiografia, facesse apparire Di Nanni «come un vero e proprio santo laico», realizzando «un'interessante sovrapposizione tra fede religiosa e fede comunista».
Nicola Adduci propone una serie di considerazioni per spiegare i motivi dell'affermarsi e del permanere, anche nel dopoguerra, di una «dimensione mitica» della vicenda, che ha finito per obliterare la verità storica.
In primo luogo, Adduci richiama il difficile rapporto esistente, nella Torino del 1944, fra l'opinione pubblica e il terrorismo di tipo gappista, a causa del rischio (per i cittadini) di rimanere coinvolti negli attentati partigiani o nelle successive rappresaglie tedesche e fasciste; un aspetto su cui, secondo Adduci, «ha certamente buon gioco la propaganda nazifascista, che tenta di giustificare la propria violenza scaricando le responsabilità sugli attacchi partigiani che ne sarebbero la causa». A ciò si aggiungevano i contrasti fra i comunisti e gli altri partiti del CLN, che non accettavano la scelta del PCI di condurre la lotta partigiana anche secondo le modalità della violenza terroristica ed eversiva. In tale contesto, secondo Adduci, «la costruzione mitica imbastita intorno al giovane [Di Nanni] appare dunque come l'esaltazione di una dimensione – quella dei Gap – che al di là di ogni retorica suscita paura e rifiuto nella maggioranza della gente. La scelta epica sembrerebbe collocarsi perciò al di là dell'episodio in sé, per rientrare in un più ampio disegno di ricerca del consenso [...]. In quel momento, il Pci ritiene d'impegnarsi su questa strada con diversi obiettivi, prima di tutto quello di costruire un'impressione positiva nei confronti dell'episodio e di altri simili», anche mediante la valorizzazione del fatto che Di Nanni era «un esponente della classe operaia».
In secondo luogo, la scelta di mitizzare la vicenda ha, secondo Adduci, anche una valenza più direttamente propagandistico-militare. «La creazione dell'eroe popolare, con la conseguente trasformazione di un normale episodio di guerriglia in un fatto epico, assume tra le sue molteplici funzioni anche quella di unica risposta possibile in quel momento allo strapotere nemico. La disparità in termini militari non permette infatti eclatanti azioni di ritorsione [...]. Si tratta in sostanza di una risposta propagandistica a trecentosessanta gradi con cui si punta non solo a distruggere l'immagine del nemico, ma anche a condizionare la morale comunitaria rispetto alle azioni gappiste, per giungere infine all'obiettivo di rinforzare il fronte interno», anche incoraggiando i giovani ad entrare a far parte dell'organizzazione gappista.
In terzo luogo, secondo Adduci, i comunisti non sarebbero riusciti a far perdurare il mito senza «l'acquiescenza delle altre forze antifasciste», che scelsero di assecondare il Pci nella sua opera di progressiva sostituzione della vicenda mitica a quella reale. A ciò si aggiunse anche il ruolo, non previsto e paradossale, giocato dai fascisti, che (per motivi del tutto diversi) scelsero anch'essi di accettare la versione mitica dell'accaduto: Adduci rileva come lo stesso Giorgio Pisanò, «nella sua monumentale Storia della guerra civile in Italia tutta volta a screditare la Resistenza, accett[ò] la versione sostenuta dal Pci giudicandola senz'altro meno dannosa per l'immagine dei fascisti che non la verità».
Adduci conclude il suo studio osservando come, dopo molti decenni dall'accaduto, sia ormai scomparso ogni motivo per mantenere il mito e sia invece opportuno «il recupero di una piena dimensione storica, che in realtà nulla toglie ai protagonisti»:

## La memoria

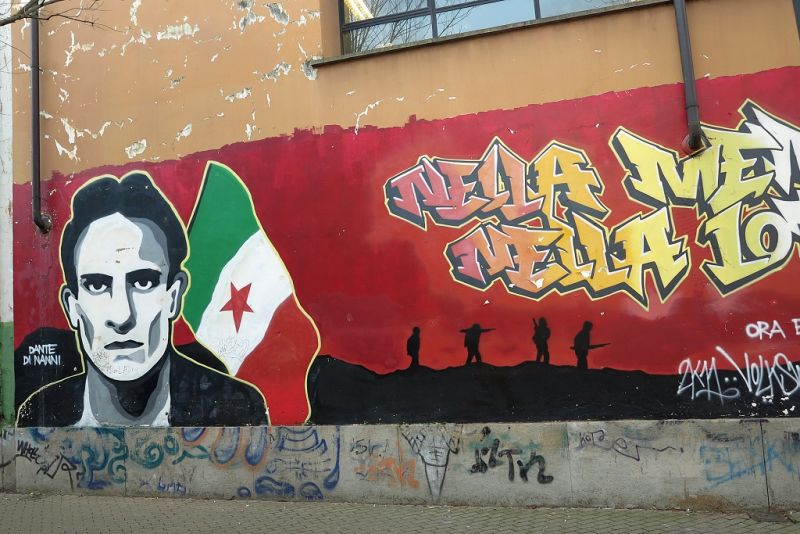
Murale dedicato a Dante Di Nanni nel quartiere Vanchiglia

La figura di Dante di Nanni rimane uno di quelle della Resistenza che più ha colpito l'immaginario di scrittori e musicisti. Giovanni Pesce la racconta nel libro Senza tregua, la guerra dei GAP e gli Stormy Six, gruppo storico della controcultura italiana, le hanno dedicato la canzone Dante di Nanni, contenuta nell'album Un biglietto del tram del 1975. La canzone è anche cantata dai Gang (incisa in loro diversi album) per omaggiare sia Dante Di Nanni che gli Stormy Six. Anche gli Assalti Frontali hanno citato Di Nanni nella canzone Fascisti In Doppiopetto inclusa nell'album Conflitto.

Nelle Langhe operò, tra il 1944 e il 1945, la 48ª Brigata Garibaldi "Dante Di Nanni", appartenente prima alla VI Divisione d'assalto Garibaldi e poi passata sotto la XIV Divisione (Mario Giovana, Guerriglia e mondo contadino. I garibaldini nelle Langhe 1943-1945, Bologna, Cappelli, 1988, e Diana Masera, Langa partigiana '43-'45, Parma, Guanda, 1971). La 48ª Brigata Garibaldi prese parte alla guerra partigiana creando le prime zone libere nelle Langhe (Monforte, Barolo ecc.) e poi alla liberazione di Alba (10 ottobre – 2 novembre 1944) narrata da Beppe Fenoglio nel primo racconto dell'opera I ventitré giorni della città di Alba.

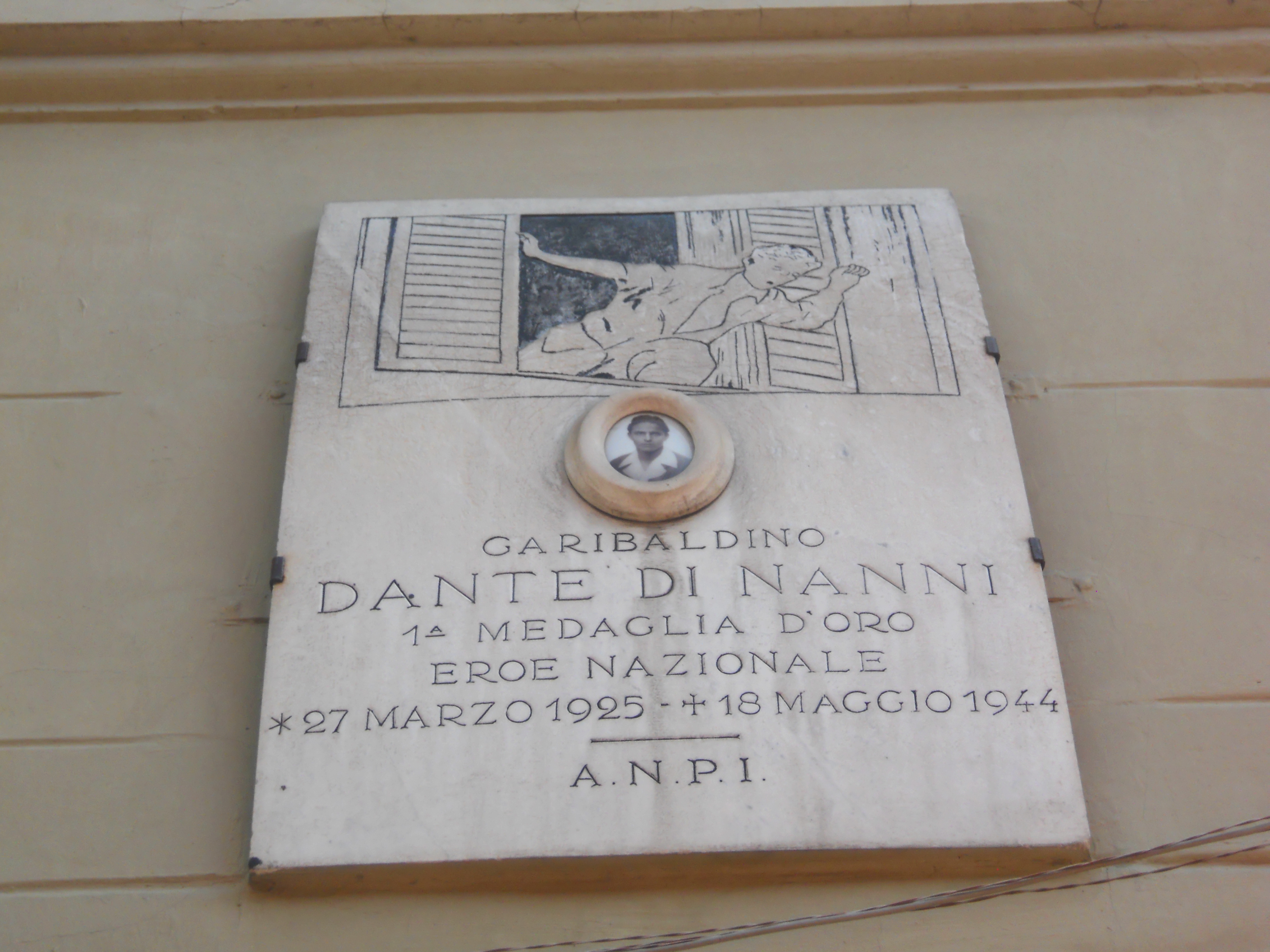
Targa muraria Dante di Nanni

Le Brigate Rosse diedero il suo nome a una 'colonna' fondata da Umberto Catabiani detta: Brigata Dante di Nanni , responsabile il 4 febbraio 1978 dell'uccisione a Prato del notaio Gianfranco Spighi.
La città di Torino ha dedicato a Dante Di Nanni una via nel quartiere Borgo San Paolo. Sempre a Torino, il 26 aprile 2011 nell'aiuola di via Balbo, quartiere Vanchiglia, è stato realizzato un murale che affianca il partigiano Dante Di Nanni al pacifista filopalestinese Vittorio Arrigoni.
Una targa di marmo è stata affissa, a cura dell'ANPI, sul muro della casa dove avvenne lo scontro a fuoco e la successiva morte.
Anche i comuni piemontesi di Grugliasco, Nichelino, Orbassano, Rivoli, Granozzo con Monticello e Robassomero, oltre a quelli emiliano-romagnoli di Santarcangelo di Romagna e Bibbiano (nella frazione di Barco), al mantovano di Suzzara e al comune pugliese di Andria (luogo di origine della famiglia di Di Nanni) gli hanno intitolato una strada.